# Diamala
Diamala ou Diammala est un village du Mali dans la région de Sikasso.

## Histoire
Lors des explorations coloniales du milieu du XIXe siècle Diammala est un petit royaume. Clozel écrit qua la province de Diamala « était formée de la partie septentrionale du Kaniaga et se trouvait à la partie orientale du Kaaarta ». Samory s'empare du royaume ainsi que de son voisin le Djimini.
Louis-Gustave Binger y signe un traité de protection le 24 juin 1892 avec le roi Kongondi Ouattara au nom de la République Française, traité qui est ratifié par décret le 10 janvier 1893,.
Le dialecte était appelé Diamala, Djamala ou Dyamala.